# Biomasa SSB
Biomasa SSB (ang. Spawning Stock Biomass, biomasa stada tarłowego) – zdolna do rozrodczości masa stada danego gatunku ryby, czyli ta część populacji, która jest dojrzała płciowo. Jej wielkość decyduje o wielkości pierwszego rocznika stada w następnym roku. Biomasa SSB jest jednym z podstawowych wskaźników dla określania stanu populacji ryb łownych i służy opracowywaniu planów zarządzania połowami tych ryb, np. w ramach Wspólnej Polityki Rybołówstwa Unii Europejskiej. 
Instytuty naukowe prowadzące monitoring biomasy stad ryb, szacują także krytyczną masę dla bezpieczeństwa biologicznego tych stad. Jeśli biomasa SSB danego stada osiągnie wielkość poniżej krytycznej masy, stado uważa się za przełowione i zagrożone wyginięciem.